# IV Korpus Kawalerii (Cesarstwo Niemieckie)
IV Korpus Kawalerii  (niem. Höheres Kavallerie-Kommando Nr. 4)  – wyższy związek taktyczny Armii Cesarstwa Niemieckiego. 
W sierpniu 1914 rozwinięto w Niemczech do etatów wojennych związki operacyjne (armie). W skład 4 Armii wszedł między innymi IV Korpus Kawalerii. W I wojnie światowej korpus walczył na froncie zachodnim.

## Struktura organizacyjna
Skład od 2 VIII 1914 do 20 IX 1915:
- dowództwo korpusu[b]
- 3 Dywizja Kawalerii
- 6 Dywizja Kawalerii